# Año Internacional de las Personas de Edad
1999 fue proclamado Año Internacional de las Personas de Edad por la Asamblea General de las Naciones Unidas mediante la resolución 47/5, adoptada el 16 de octubre de 1992. En dicha resolución se aprobó la Proclamación sobre el Envejecimiento, la cual reconocía el envejecimiento de la población como un desafío sin precedentes y, al mismo tiempo, una oportunidad para las sociedades. Esta iniciativa surgió en respuesta al creciente envejecimiento de la población mundial y la necesidad de abordar sus desafíos y oportunidades. La proclamación fue respaldada por el Consejo Económico y Social (ECOSOC). El Departamento de Coordinación de Políticas y de Desarrollo Sostenible de la ONU fue designado como centro de coordinación de las actividades relacionadas con el envejecimiento.
El objetivo central fue promover una sociedad para todas las edades, fomentando la inclusión, el respeto y la participación activa de las personas mayores en todos los aspectos de la vida social, económica y cultural. Se destacó la importancia de abordar temas como la discriminación, la exclusión social y la falta de acceso a servicios adecuados, al tiempo que se reconocía el valioso aporte de las personas mayores a la sociedad.

## Actividades y alcance
Durante el año, se llevaron a cabo diversas actividades a nivel local, nacional e internacional para aumentar la conciencia pública y fomentar compromisos gubernamentales en la protección y promoción de los derechos de las personas mayores. Entre las iniciativas destacadas se incluyeron conferencias y reuniones internacionales, donde se discutieron políticas y estrategias para mejorar la calidad de vida de las personas mayores. También se promovieron programas educativos en las escuelas y se fomentaron iniciativas educativas en distintos niveles para sensibilizar a las nuevas generaciones sobre los desafíos y oportunidades del envejecimiento. Además, se lanzaron campañas mediáticas para combatir estereotipos negativos y promover una imagen positiva de las personas mayores.
A nivel nacional, varios países adoptaron leyes y políticas para mejorar la calidad de vida de las personas mayores, incluyendo la adopción de políticas de protección social, servicios de salud especializados y medidas contra la discriminación por edad. Las comisiones regionales de la ONU desempeñaron un papel clave, convocando reuniones en 1998 y 1999 para realzar el Año Internacional de las Personas de Edad y formular planes de acción sobre el envejecimiento para el siglo XXI, asegurando así la implementación de estrategias adaptadas a las necesidades específicas de cada región.
El financiamiento de las iniciativas relacionadas con el Año Internacional de las Personas de Edad se realizó mediante una combinación de recursos del presupuesto por programas de la ONU para el bienio 1998-1999 y contribuciones voluntarias de los Estados miembros, organizaciones internacionales y el sector privado. La cooperación interagencial y la sensibilización pública fueron mecanismos clave para movilizar recursos adicionales.